# Deidameia (Tochter Pyrrhos’ II.)
Deidameia (altgriechisch Δηιδάμεια Dēidámeia) war die letzte Königin der Molosser und Anführerin der Epiroten aus der Dynastie der Aiakiden im 3. vorchristlichen Jahrhundert.
Deidameia war die Tochter König Pyrrhos’ II. und war nach dem Tod ihres Onkels Ptolemaios die letzte Angehörige des molossischen Herrscherhauses. Um den Tod ihres Onkels zu vergelten, der in Ambrakia einer Krankheit oder einem Attentat zum Opfer gefallen war, bemächtigte sie sich mit Gewalt der Stadt und machte ihr Herrschaftsrecht über die Epiroten geltend. Damit provozierte sie allerdings den Widerstand der Stadtbevölkerung Ambrakias. Auf der Flucht vor dem aufgebrachten Volk verschanzte sie sich im Tempel der Artemis, wo sie trotz des geltenden Tempelasyls ermordet wurde.
Das Ende der Königsdynastie nahmen die Epiroten zum Anlass, die monarchische Staatsordnung zugunsten eines republikanischen Bundes (koinon) zu beseitigen. Der Umsturz ereignete sich in der Herrscherzeit des Königs Demetrios II. von Makedonien (239–229 v. Chr.), der mit den Aiakiden verschwägert war.